# Dominik Čipera
Dominik Čipera (ur. 3 sierpnia 1893 w Pradze, zm. 3 września 1963 w Trenton) – czeski księgowy, samorządowiec i polityk, minister robót publicznych Czechosłowacji w latach 1938–1939 i minister robót publicznych Protektoratu Czech i Moraw w latach 1939–1942.

## Życiorys
W młodości pracował w krakowskim oddziale Česká banka, gdzie poznał Boženę Klausovą – siostrzenicę Tomáša Baty. Wkrótce potem zawarł z nią związek małżeński i przeprowadził się do Zlina. Od 1919 roku pracował jako księgowy w koncernie Bata, w 1925 roku został głównym księgowym przedsiębiorstwa. W 1932 roku został wybrany burmistrzem Zlina i funkcję tę pełnił do 1945 roku. W 1938 roku otrzymał honorowe obywatelstwo Zlina.
W 1938 roku został ministrem robót publicznych i funkcję tę pełnił w pierwszym i drugim rządzie Rudolfa Berana oraz w rządzie Aloisa Eliáša. Jako minister był odpowiedzialny za rozbudowanie czeskiej sieci dróg i autostrad oraz uregulowanie niektórych odcinków Łaby i Wełtawy. Według przewodniczącego Słowackiej Rady Narodowej Vavro Šrobára Čipera brał udział w przygotowaniu słowackiego powstania narodowego i wspierał finansowo konspiratorów.
W maju 1945 roku został usunięty z urzędu burmistrza Zlina i pozbawiony stanowiska w koncernie Bata, następnie został aresztowany. Wkrótce potem zwolniony, przeniósł się do Pragi, a po zamachu stanu w 1948 roku emigrował do Kanady i powrócił do pracy w zagranicznych oddziałach koncernu Bata.